# Umesao Tadao
Umesao Tadao (japanisch 梅棹忠夫; geboren 13. Juni 1920 in Kyōto; gestorben 3. Juli 2010 in Suita (Präfektur Osaka)) war ein japanischer Ethnologe.

## Leben und Wirken
Umesao Tadao machte 1943 seinen Abschluss an der Fakultät für Naturwissenschaften der Universität Kyōto. Da er an derselben Universität auch Tierökologie studiert hatte, nahm er 1944 an der Expedition zum Großen Hinggan-Gebirge unter der Leitung von Imanishi Kinji teil, die den Nordosten Chinas und die Innere Mongolei zu erkundete.
1949 erfolgte die Ernennung zum Assistenzprofessor an der  Städtischen Universität Osaka. 1955 schloss er sich der Karakorum-Hindukusch-Expedition der Universität Kyōto an, die die Moghol-Volksgruppe in Afghanistan untersuchte. So wandte sich allmählich der Kulturanthropologie zu. Sein „Bericht zum Moghol-Stamm“ (モゴール族探検記, Moghol-zoku tanken-ki) aus dem Jahr 1956, der die Ergebnisse zusammenfasst, wurde zum Bestseller.
1957 veröffentlichte er eine „Einführung in das Konzept der ökologischen Geschichte von Zivilisationen“ (文明の生態史観序説, Bummei no seinō-shikan josetsu), das die konventionelle westeuropäische Sicht erweiterte. 1965 wurde er außerordentlicher Professor an der Universität Kyōto, 1969 dort Professor. Seine Bemühungen ist es zu verdanken, dass das Nationalmuseum für Ethnologie gegründet wurde, dessen erster Direktor er 1974 wurde. 1986 verlor er allmählich sein Augenlicht, blieb aber bis 1993 Direktor.
Weitere Bücher sind „Erforschung Japans“ (日本探検, Nihon tanken; 1960), „Technologie einer intelligenten Produktion“ (知的生産の技術, Chiteki seisan no gijutsu: 1969) und „Kulturlehre der Information“ (情報の文明学, Jōhō no bummei-gaku). Seine gesammelten Schriften erschienen 1989 bis 1993 in 22 Bänden. 
Umesao erhielt 1987 den Asahi-Preis, 1988 wurde ihm der Ordre des Palmes Académiques verliehen. 1991 wurde er als Person mit besonderen kulturellen Verdiensten geehrt und 1994 mit den Kulturorden ausgezeichnet. 1999 erhielt er den Orden des Heiligen Schatzes, 1. Verdienstklasse.